# Eleonora Abbagnato
Scènes principales
Opéra national de Paris
Eleonora Abbagnato [eleoˈnɔːra abbaɲˈɲaːto], née le 30 juin 1978 à Palerme en Sicile, est une danseuse italienne. Elle a été étoile du ballet de l'Opéra de Paris, et est directrice du ballet du Teatro dell'Opera di Roma.

## Les débuts
Eleonora Abbagnato découvre le ballet en 1983, à l'âge de cinq ans, par sa voisine Marisa Benassai qui dirige à Palerme l'école de danse A.S.D. Studio di Danza. 
En 1989, elle est remarquée par Roland Petit: il la choisit pour incarner Aurore enfant dans sa version de La Belle au bois dormant.
Eleonora Abbagnato quitte l'Italie en 1992, à l'âge de 14 ans, pour s'inscrire à l'École Marika Bresobrasova à Monaco, puis rejoint cette même année l'École supérieure de danse de Cannes Rosella Hightower,.

## École de danse
Au cours de cette année 1992, Roland Petit lui permet d'entrer à l'École de danse de l'Opéra national de Paris.
En 1998, Eleonora Abbagnato accède à la finale du prestigieux Concours international de ballet de Varna et est récompensée par le Prix du Cercle Carpeaux en 1999.

## Dans le ballet de l'Opéra de Paris
En 1996, Eleonora Abbagnato intègre le corps de ballet de l'Opéra de Paris, et accède au rang de quadrille en 1997.
Deux ans plus tard, en 1999, elle passe coryphée, puis sujet en 2000. Elle est promue comme première danseuse en 2001, avec une variation imposée tirée de la « Valse Fantastique » de Raymonda, et une variation libre extraite de La Bayadère.
En 1998, Eleonora Abbagnato accède à la finale du prestigieux Concours international de ballet de Varna et est récompensée par le Prix du Cercle Carpeaux en 1999.

## Danseuse étoile
Eleonora Abbagnato est nommée danseuse étoile du Ballet de l'Opéra national de Paris le 27 mars 2013 après son interprétation du rôle-titre dans Carmen  de Roland Petit, après onze ans et demi d'attente en tant que première danseuse. C'est rare et n'a été dépassé qu'une fois.

## Sur scène
Depuis l'âge de 19 ans, Eleonora Abbagnato danse des rôles d'étoile.
Elle a été invitée dans son pays d'origine, notamment par La Scala de Milan et par le ballet Teatro San Carlo de Naples.
Durant la saison 2007-2008, Eleonora Abbagnato prend un congé sabbatique de six mois mais revient sur scène dès septembre 2008 pour le ballet de José Martinez, Les Enfants du Paradis. 
Elle prend un nouveau congé en juin 2009, après une représentation de « Proust ou les intermittences du cœur ». Cette absence d'un an s'achèvera avec son retour sur les planches du Palais Garnier lors d'un programme consacré à son mentor, Roland Petit ; elle y danse la Jeune fille de « Rendez-vous » et la Mort dans « Le Jeune homme et la Mort ».
Elle est particulièrement célébrée dans les rôles suivants : Doux mensonges et Bella Figura de Kylian, le parc et Artifact de William Forsythe et, bien évidemment dans tous les rôles de son mentor, Roland Petit : « L’Arlésienne, Le Jeune Homme et la Mort, Rendez-vous, Carmen, Notre-Dame de Paris, La Belle au bois dormant ».
Parmi ses partenaires de prédilection, on trouve Nicolas Le Riche et Benjamin Pech.
Lors de la saison 2013-2014, elle interprète le rôle d’Aurore dans La Belle au bois dormant de Noureev, aux côtés de Mathieu Ganio, ballet imposant une rigueur technique extrême. Elle passe ensuite au répertoire contemporain de Jiří Kylián dans « Doux mensonges » aux côtés de Vincent Chaillet.  
En 2014, Eleonora Abbagnato fait partie des danseurs engagés dans le spectacle de Nicolas Le Riche « Itinérance » avec Clairemarie Osta et Russell Maliphant.
Elle apparaît dans la version filmée du « Nouvel an 2014 à la Fenice » dont elle accompagne le générique.

## Style
Danseuse rayonnante à la grande présence scénique, Eleonora Abbagnato possède une technique affutée.
Elle est appréciée pour la justesse de ses interprétations.

## Autobiographie
Eleonora Abbagnato publie son autobiographie, « Un angelo sulle punte », en novembre 2009.

## Vie privée
Elle est mariée avec le footballeur Federico Balzaretti depuis juin 2011. Elle met la danse de côté durant une année pour donner naissance à leur petite fille Julia, au début de l'année 2012, alors qu'elle était prévue pour faire partie des premières distributions de la reprise parisienne de Phèdre à la rentrée 2011-2012.
Eleonora Abbagnato danse La Maison de Bernarda de Mats Ek en avril 2012.
Son fils Gabriel naît à Rome le 3 janvier 2015.

## Directrice du Ballet de l'Opéra de Rome
En mai 2015, Eleonora Abbagnato est nommée directrice du Ballet de l'Opéra de Rome. Néanmoins, elle poursuit sa carrière de danseuse étoile de l'Opéra de Paris.

## Récompenses
- 1990 : Prix « Jeune Espoir » de Catane
- 1998 : Finaliste du Concours international de ballet de Varna
- 1999 : Prix du Cercle Carpeaux
- 2000 : Prix Positano, Prix de l'Association pour le rayonnement de l'Opéra national de Paris
- 2008 : Nomination au Prix Benois de la danse pour son rôle d'Albertine dans « Proust ou les Intermittences du cœur »
- 2011 : Nomination au Prix Benois de la danse pour son rôle de la Mort dans « Le Jeune homme et la Mort »

## Distinctions
- 2010 :  Chevalière de l'ordre des Arts et des Lettres

## Répertoire
À l’Opéra de Paris
- George Balanchine : Apollon musagète : Polymnie, Sérénade, Joyaux / Emeraudes, les Quatre tempéraments, Symphonie en ut
- Pina Bausch : Orphée et Eurydice : Eurydice, Le Sacre du printemps : l'Élue
- Kader Belarbi :Wuthering Heights : Isabelle
- Maurice Béjart : Le Concours: Ada, Serait-ce la mort ? , Le Sacre du printemps
- Jean Coralli et Jules Perrot : Giselle : Myrtha
- Birgit Cullberg : Mademoiselle Julie : Julie
- Mats Ek : La Maison de Bernarda : La jeune sœur
- Iouri Grigorovitch : Ivan le Terrible : Anastasia
- Jiří Kylián : Bella Figura, Stepping Stones, Doux mensonges
- Pierre Lacotte : La Sylphide : pas de deux des Écossais
- Nicolas Le Riche : Caligula : Caesonia
- Kenneth MacMillan : L'Histoire de Manon : Manon
- José Martinez : Les Enfants du Paradis : Garance
- José Montalvo : Le Rire de la lyre
- John Neumeier : La Dame aux camélias- Marguerite Gautier, Sylvia : Sylvia, Le Songe d'une nuit d'été : Hippolyte / Titania, La Troisième Symphonie de Gustav Mahler : la femme
- Rudolf Noureev : Don Quichotte : Kitri, Danseuse des rues, une demoiselle d'honneur, Raymonda : Henriette, Clémence, La Bayadère : Gamzatti, Le Lac des cygnes : Odette-Odile, pas de trois, Cendrillon : Cendrillon, La Belle au bois dormant : Aurore, Princesse Florine, Casse-noisette : Clara
- Roland Petit : Clavigo : Marie, Le Jeune Homme et la Mort : la Mort, Carmen : Carmen, Notre-Dame de Paris : Esméralda, Proust ou les intermittences du cœur : Albertine, L'Arlésienne : Vivette
- Angelin Preljocaj : Le Songe de Médée : Créüse , Le Parc
- Jerome Robbins :  In The Night: 3e pas de deux, The Concert : la ballerine

## Filmographie
Ballets
- Wuthering Heights de Kader Belarbi, avec Marie-Agnès Gillot, Nicolas Le Riche, Jean-Guillaume Bart, Wilfried Romoli et les danseurs de l'Opéra de Paris
- Ivan le Terrible de Iouri Grigorovitch avec Nicolas Le Riche, Karl Paquette et les danseurs de l'Opéra de Paris
- Le Songe de Médée d'Angelin Preljocaj, avec Marie-Agnès Gillot, Wilfried Romoli et les danseurs de l'Opéra de Paris
- Joyaux de George Balanchine, avec Marie-Agnès Gillot, Mathieu Ganio, Clairemarie Osta et les danseurs de l'Opéra de Paris
- Caligula de Nicolas Le Riche avec Stéphane Bullion
- La Troisième Symphonie de Gustav Mahler de John Neumeier avec Stéphane Bullion et Karl Paquette
  - À l'école des étoiles, de Jérôme Laperrousaz (2003)
  - Il 7 e l'8, de Giambattista Avellino, Ficarra et Picone (2007)

Documentaires
- « Tout près des étoiles » de Nils Tavernier, 2001, 100 min[13]
- « A l'école des étoiles » de Jérôme Laperrousaz, 2003, 90 min[14]